# 見積原価計算
見積原価計算（みつもりげんかけいさん、英語: Estimated cost accounting）とは、商的工業簿記の欠点を補うために開発された原価計算の手法の一つ。
産業革命に伴い商的工業簿記では原価の管理に対応できなくなったために開発され、現代の実際原価計算、標準原価計算に取って代わるまで欧米で使われていた。現在では過去の遺産であるが、原価計算の歴史を語る上では重要な手法である。

## 概要
商的工業簿記での原価を測定できないという欠点を補うために一つの製品当たりの原価を原価見積で測定し、一定の利益が出るよう売価を決める方法である。
原価見積とは製品の実際製造原価を非科学的方法によって予定した額である。平たく言えば全くの勘である。

## 計算手続き
ヴァンス（Lawrence Lee Vance）は見積原価計算を次のように要約している。
1. 各製品につき、見積単位原価を示す原価表を作成する
2. 発生した実際原価を仕掛品勘定の借り方に記入する。
3. 製品の生産量に原価表の単位原価を乗じて製品の原価を計算し仕掛品勘定の貸し方に記入する。
4. 実際原価と見積原価の差異を処理する。

すなわち見積原価と実際原価の両方を測定し、差異を計算する。